# Progetto culturale della Chiesa italiana
L'espressione progetto culturale della Chiesa italiana indica un progetto della Chiesa cattolica italiana, fondato dal cardinale Camillo Ruini e diretto dal febbraio 2013 dal cardinale Angelo Bagnasco, per marcare la propria presenza nella vita culturale del Paese.

## Perché un progetto culturale
Lo scopo del Progetto Culturale è quello di costruire una visione del mondo cristiana, consapevole delle proprie radici e della propria pertinenza sulle questioni vitali, e fiduciosa circa le proprie potenzialità nel dialogo con la cultura contemporanea.
La Chiesa italiana vuole essere capace di dire in modo originale e plausibile la sua fede: su questo terreno decisivo il progetto culturale si inserisce nel dinamismo della nuova evangelizzazione.

## Storia
Il termine "progetto culturale" risale al cardinal Camillo Ruini, il quale nel 1994, nella sua prolusione al Consiglio permanente della CEI, usa per la prima volta l'espressione, precisando che usa la parola cultura come "terreno di incontro tra la missione propria della Chiesa e le esigenze più urgenti della nazione".
Il termine viene ripreso nel 1995 al Convegno ecclesiale di Palermo, dove si registra un consenso generale intorno al progetto.
Nel 1996 tre seminari di studio promossi dalla CEI e l'Assemblea generale dei Vescovi delineano le motivazioni e i contenuti del progetto culturale. È lì che concretamente ha preso l'avvio il "progetto culturale orientato in senso cristiano".
Nel 1997 viene pubblicato dalla Presidenza della CEI il documento fondativo Progetto culturale orientato in senso cristiano. Una prima proposta di lavoro.

## Obiettivo
L'obiettivo del Progetto culturale è:
- favorire la nascita di iniziative radicate nel territorio, elaborate dai diversi soggetti impegnati;
- valorizzare le risorse di persone e di strutture già presenti e operanti;
- elaborare interventi scaturiti da bisogni e attese avvertiti in una comunità ben precisa.

## Contenuti
Il Progetto Culturale ha come contenuto il rapporto tra la fede, che ispira l'antropologia cristiana, e la situazione culturale contemporanea. Su due livelli:
1. le grandi aree tematiche, di natura interdisciplinare, che toccano i contenuti fondamentali della fede nel loro impatto con i nodi più vivi del pensiero e dell'ethos contemporanei;
2. i temi emergenti di volta in volta nel dibattito culturale e nella vita sociale, a cui è necessario offrire risposte illuminate dal vangelo, che orientino il pensare e l'agire comune dei cristiani e li rendano capaci di entrare in dialogo con tutti.

## Il Servizio nazionale per il progetto culturale
Nel 1997 è stato costituito all'interno della Segreteria Generale della Conferenza Episcopale Italiana il Servizio nazionale per il progetto culturale. Tale Servizio svolge la funzione di centro di raccordo per i diversi soggetti impegnati nell'attuazione del progetto culturale:
- le diocesi, in ciascuna delle quali opera un referente diocesano per il progetto culturale;
- i centri culturali cattolici;
- le associazioni e i movimenti;
- gli ordini religiosi;
- le Facoltà teologiche;
- le riviste;
- gli intellettuali di matrice cattolica.

Il Servizio svolge varie azioni:
- funge da osservatorio e centro di documentazione sulle iniziative volte a coniugare fede e cultura;
- organizza incontri di studio a carattere nazionale su temi di rilievo per il progetto culturale;
- coordina il Centro Universitario Cattolico

Inoltre collabora con gli Uffici della CEI per sviluppare l'aspetto culturale dell'evangelizzazione nei diversi settori della vita della Chiesa.
L'attuale responsabile è Vittorio Sozzi.

## Logo
Il logo del Progetto è la piazza. Il significato di questa scelta sta nel fatto che, dall'agorà dei Greci alla piazza del Comune medioevale, la piazza ha sempre rappresentato il cuore della città. Nel villaggio globale, la piazza rappresenta un luogo dove incontrarsi, confrontarsi e riconoscersi attorno alle idee e ai problemi. È vista anche come il luogo dove pensare più a fondo e alla luce della fede le questioni fondamentali della cultura. È pure, infine, il luogo dove comunicare tutto questo agli altri, nella convinzione che la comunità nasce dalla comunicazione.